# نورما فيشر
نورما فيشر (بالإنجليزية: Norma Fisher)‏ هي ممثلة بريطانية، ولدت في 1940.